# Liberalismo no Brasil
O Liberalismo no Brasil como instrumento de atuação no Estado e na sociedade brasileira tem se estabelecido de forma organizada desde 1831, na maior parte da história como oposição política ao conservadorismo, ainda que não se resumindo a esse papel. O liberalismo é uma filosofia política e moral baseada em liberdade e igualdade, defendendo a manutenção dos direitos individuais. Tais ideias surgiram sobretudo com a investida de pensadores iluministas no século XVIII, como John Locke e Montesquieu e foram pouco a pouco assimiladas por setores específicos da sociedade no decorrer da história brasileira. Com a Proclamação da República em 1889, o movimento liberal sendo representado por um partido político a nível federal desapareceu por um longo período, muito pelo caráter descentralizador da República Velha (na época os partidos políticos eram organizações regionais, existindo um Partido Republicano em cada estado, cada um tendo estatutos e direções próprias).
Duas correntes republicanas se chocaram no Governo Provisório de Deodoro da Fonseca: a corrente liberal, que visava a uma República federativa e presidencial, com separação de poderes, nos moldes estadunidenses; e a corrente positivista (ideologia de carater conservador ), que defendia uma ditadura republicana unitária, segundo os princípios do filósofo francês Auguste Comte. Venceu a corrente liberal, sustentada por Campos Sales, Ruy Barbosa e Prudente de Morais.
A maioria dos partidos liberais com representação federal foram fundados apenas na segunda metade do século XX. Mas especificamente a partir de 1966, o liberalismo foi representado apenas pelo Movimento Democrático (dividindo espaço com diversas outras legendas), partido opositor ao ARENA no modelo bipartidário que foi sustentado por 12 anos no Brasil.  Depois que o multipartidarismo se reinstalou em 1979, mais partidos e movimentos se rotularam como liberais, mas a palavra também foi usada para designar os objetivos de algumas formações conservadoras moderadas, como o atual Partido Liberal.

## História

### Antecedentes
As ideias liberais que entravam em terras brasileiras junto com os viajantes estrangeiros e por meio de livros e de outras publicações, incentivavam o sentimento de revolta entre a elite de Pernambuco, que participava ativamente, desde o fim do século XVIII, de sociedades secretas. Em 1796, o naturalista Manuel Arruda Câmara fundou a Sociedade Secreta Areópago de Itambé, primeira loja maçônica do Brasil, que difundiu ideias libertárias, contra a repressão colonial.
Ainda durante o período colonial, o Brasil conheceu revoltas inspiradas no modelo norte-americano e francês. Dentre essas revoltas destacam-se a Inconfidência Mineira, ocorrida em 1789, e a Conjuração Baiana, ocorrida em 1798. Ambas incluem-se no quadro de influência da Revolução Francesa, não se caracterizando como movimentos genuinamente brasileiros na dimensão do liberalismo. Segundo o historiador e filósofo liberal brasileiro Antônio Paim “das conspirações abortadas em fins do século XVIII, em Minas Gerais e na Bahia, recolhe-se a impressão de que não havia maior clareza quanto ao novo ordenamento institucional que se pretendia implantar em caso de vitória”.

#### Revolução Pernambucana

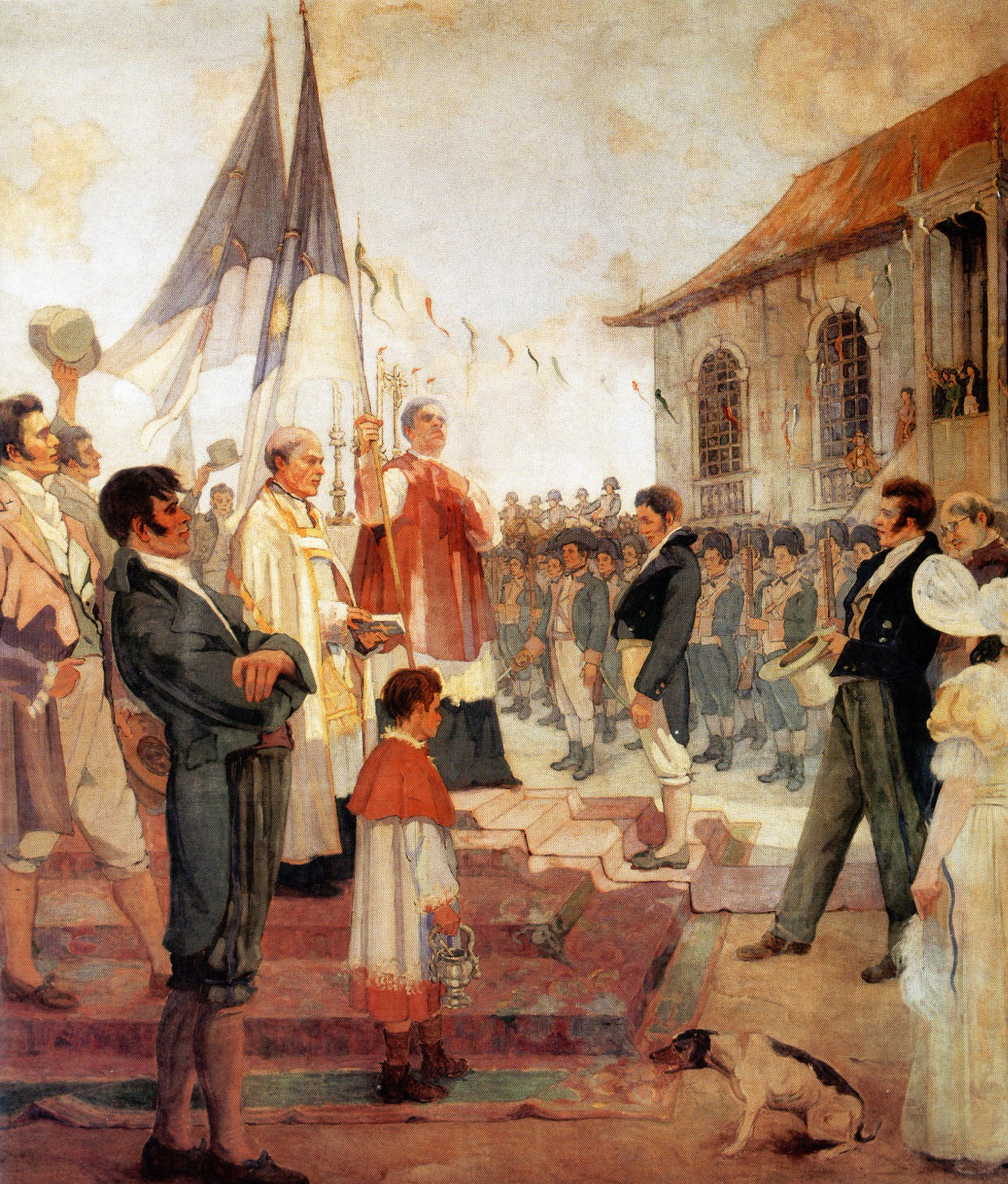
Revolução Pernambucana de 1817: único movimento separatista do período de dominação portuguesa que ultrapassou a fase conspiratória, tinha como objetivo a implantação de uma república liberal no Brasil.

A Revolução Pernambucana, também conhecida como "Revolução dos Padres", foi um movimento emancipacionista que eclodiu no dia 6 de março de 1817 em Pernambuco, no Brasil. Dentre as suas causas, destacam-se a influência das ideias iluministas propagadas pelas sociedades maçônicas, o absolutismo monárquico português e os enormes gastos da Família Real e seu séquito recém-chegados ao Brasil — a capitania de Pernambuco, então a mais lucrativa da colônia, era obrigada a enviar para o Rio de Janeiro grandes somas de dinheiro para custear salários, comidas, roupas e festas da Corte, o que dificultava o enfrentamento de problemas locais (como a seca ocorrida em 1816) e ocasionava o atraso no pagamento dos soldados, gerando grande descontentamento no povo pernambucano.
Único movimento separatista do período de dominação portuguesa que ultrapassou a fase conspiratória e atingiu o processo de tomada do poder, a Revolução Pernambucana provocou o adiamento da aclamação de João VI de Portugal como rei e o atraso da viagem de Maria Leopoldina de Áustria para o Rio de Janeiro, mobilizando forças políticas e suscitando posicionamentos e repressões em todo o Reino do Brasil. O príncipe regente impôs uma repressão violenta: treze revoltosos foram executados pelo crime de lesa-majestade (a maioria enforcados e esquartejados, enquanto outros foram fuzilados), e muitos morreram na prisão ou em combate. Ainda em retaliação, Dom João VI desmembrou a então comarca das Alagoas do território pernambucano (sete anos mais tarde, Dom Pedro I tiraria de Pernambuco as terras que correspondem ao atual Oeste da Bahia como punição pela Confederação do Equador). Apenas na data de sua coroação, em 6 de fevereiro de 1818, Dom João ordenou o encerramento da devassa.
A Revolução Pernambucana contou com relativo apoio internacional: os Estados Unidos, que dois anos antes tinham instalado no Recife o seu primeiro Consulado no Brasil e no Hemisfério Sul devido às relações comerciais com Pernambuco, se mostraram favoráveis ao movimento, bem como os ex-oficiais de Napoleão Bonaparte que pretendiam resgatar o seu líder do cativeiro em Santa Helena, levá-lo a Pernambuco e depois a Nova Orleans.
Os revolucionários, oriundos de várias partes da colônia, tinham como objetivo principal a conquista da independência do Brasil em relação a Portugal, com a implantação de uma república liberal. O movimento abalou a confiança na construção do império americano sonhado por Dom João VI, e por este motivo é considerado o precursor da independência conquistada em 1822.

### Formação do pensamento liberal no Brasil

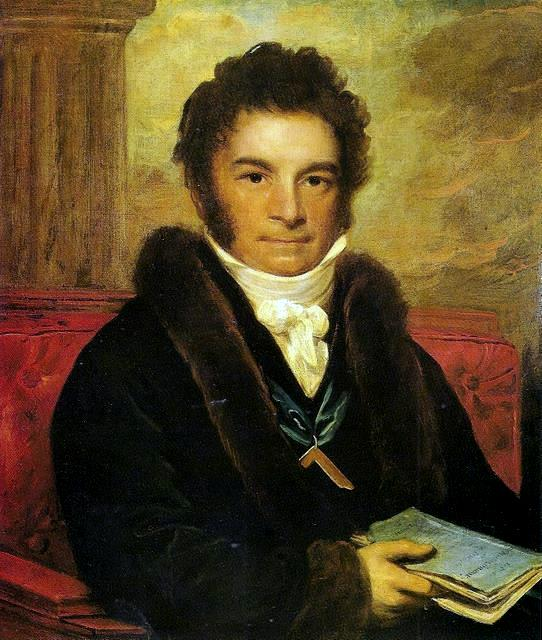
Retrato de Hipólito José da Costa.

Até o século XIX, essas ideias iriam se popularizar pela Europa, sobretudo na Inglaterra e França e mais tarde na península Ibérica, levando alguns dos burocratas portugueses, e outros colonos europeus a levarem o liberalismo aos poucos em direção a sociedade brasileira.
Os expoentes mais conhecidos nas primeiras divulgações das ideias liberais no Brasil foram Silvestre Pinheiro Ferreira e Hipólito da Costa. Filósofo e jornalista, respectivamente, ambos fizeram publicações liberais ou efetuaram gestão política relacionada; tendo o segundo, brasileiro do sul do país, contribuído significativamente através de publicações e edições do Correio Braziliense durante mais de uma década. O jornal era editado em Londres, porém Hipólito fazia a tradução de seções e artigos do jornal que julgava necessárias, divulgando-as pelo Brasil.
A atuação antecedente dessas figuras iria estimular as principais ideias liberais a se instalaram no início do século XIX, tendo maior influência a partir da independência do Brasil em 1822. Os principais adeptos às ideias liberais da época faziam parte da elite interessada na economia de exportação e importação, assim como muitos proprietários de terra. Os primeiros simpatizantes tinham zelo, sobretudo, pelas próprias estruturas tradicionais de produção mas também na libertação do jugo de Portugal, assim como mais espaço no livre-comércio; daí o impulso dado pela independência.

## Formações partidárias
Esta seção oferece uma visão geral das linhas históricas de partidos liberais no Brasil.  É limitada a partidos liberais com apoio substancial, sobretudo aqueles tendo alguma representação no congresso/parlamento comprovada.  O sinal ⇒ representa o surgimento de outro partido ou movimento a partir de uma ala específica do partido em progenitor.  Para inclusão neste esquema, não é necessário que os partidos que surgiram a partir dos anteriores se considerem liberais.

### Linha do tempo
Ver Septênio Liberal

#### Partido Liberal-Radical (1821)
- 1821: Formado pela pequena burguesia, profissionais liberais e por operários urbanos do Rio de Janeiro[25] e de outras capitais provinciais, os liberais radicais.[26]
- 1831: o grupo acaba sendo desmantelado e ideologicamente substituído pelo Partido Liberal Exaltado (depois somente Partido Liberal).[25]

#### Partido Liberal (1831)
- 1831: Em resistência ao regime imperial, os liberais formaram em 1831 o Partido Liberal, vagamente ligado à pequena burguesia urbana.[27]  Tornou-se o principal partido progressista durante a monarquia.
- 1863: Uma ala de esquerda forma o ⇒ Partido Progressista.
- 1868: O Partido Progressista se reuniu com o partido original.
- 1869: Uma ala de esquerda forma o ⇒ Novo Partido Liberal.
- 1882: Um novo Partido Progressista é formado.
- 1889: Após a golpe de Estado de 1889, o partido desapareceu.

#### Partido Progressista (1863)
- 1863: Uma ala de esquerda do Partido Liberal ⇒ forma o Partido Progressista.[28]
- 1868: O partido se reúne com o ⇒ Partido Liberal

#### Novo Partido Liberal
- 1869: Uma ala de esquerda do Partido Liberal ⇒ forma o Novo Partido Liberal, liderado por Joaquim Nabuco.

#### Partido Liberal Progressista (1882)
- 1882: Uma ala de esquerda do Partido Liberal ⇒ forma o Partido Progressista.[28]
- 1889: Depois do golpe de Estado de 1889 o partido desapareceu.

#### Partido Republicano
- 1870: O Partido Republicano, um partido da classe média urbana, é formado.[28]
- 1889: Depois do golpe de Estado de 1889 o partido desapareceu.

#### Partido Republicano Liberal
- 1913: Foi fundado em 1913, tinha como um de seus representantes Rui Barbosa.
- 1914: O partido é extinto.[29][30][31][32][33]

#### Aliança Liberal
- 1930: Burocratas liberais formaram a Aliança Liberal, liderada por Getúlio Vargas. Depois que ele perdeu as eleições fixas de 1930, o partido chegou ao poder com uma revolução.
- 1937: Quando Vargas estabeleceu em 1937 um regime autoritário, o partido se desfez. Liberais passam a fazer oposição ao regime autoritário e centralizador de Getúlio Vargas.

#### União Democrática Nacional
- 1945: Fundada por grupos que faziam oposição ao regime de Vargas, entre estes liberais responsáveis pelo Manifesto dos Mineiros, era conhecida por sua defesa da democracia, do liberalismo clássico, da moralidade e pela forte oposição ao populismo. Além disso, algumas de suas bandeiras eram a abertura econômica para o capital estrangeiro, a valorização da educação pública e a austeridade econômica.[34][35][36] Com a saída de setores de esquerda, se torna um partido completamente de Direita.
- 1966: Como todos os demais partidos, a União Democrática Nacional foi extinta pela ditadura militar que assumira o poder em 1964, através do Ato Institucional Número Dois. A extinção do partido ocorreu em 27 de outubro de 1965.[37]

#### Movimento Democrático Brasileiro
- 1966: O governo militar permitiu em um sistema bi-partidário que durou 12 anos,[6] a formação de um partido de oposição, o chamado Movimento Democrático Brasileiro.  Neste partido, os liberais se uniram a social-democratas, socialistas e opositores da ditadura militar de direita.[6]  O partido foi liderado por Oscar Passos, Pedroso Horta (desde 1970) e Ulysses Guimarães.
- 1979: O partido é reorganizado como Partido do Movimento Democrático Brasileiro (atual MDB).
- 1981: Funde-se ⇒ o Partido Popular com o PMDB.
- 1988: Uma ala social-democrata funda o Partido da Social Democracia Brasileira, se separando do partido original.

#### Partido Popular
- 1980: Uma ala liberal da ARENA estabeleceu o Partido Popular, liderado por Tancredo Neves .
- 1981: O PP se fundiu ao ⇒ Partido do Movimento Democrático Brasileiro.

#### Partido da Frente Liberal
- 1985: O de centro-direita Partido da Frente Liberal é formado por uma secessão do Partido Democrático Social.[38]
- 2007: O PFL muda de nome para o Democratas (atual DEM).
- 2022: O DEM se funde ao Partido Social Liberal, formando o União Brasil.

#### Partido Liberal (1985)
- 1985: O Partido Liberal de centro-direita é formado.[38]

#### Partido Novo (2011)
- 2011: O Partido Novo, de direita, é fundado por João Amoêdo.[39]